# Pédro Kouyaté
Pour les articles homonymes, voir Kouyaté.
 (juillet 2021).
La mise en forme du texte ne suit pas les recommandations de Wikipédia : il faut le « wikifier ».
Les points d'amélioration suivants sont les cas les plus fréquents :
- Les titres sont pré-formatés par le logiciel. Ils ne sont ni en capitales, ni en gras.
- Le texte ne doit pas être écrit en capitales (les noms de famille non plus), ni en gras, ni en italique, ni en « petit »…
- Le gras n'est utilisé que pour surligner le titre de l'article dans l'introduction, une seule fois.
- L'italique est rarement utilisé : mots en langue étrangère, titres d'œuvres, noms de bateaux, etc.
- Les citations ne sont pas en italique mais en corps de texte normal. Elles sont entourées par des guillemets français : « et ».
- Les listes à puces sont à éviter, des paragraphes rédigés étant largement préférés. Les tableaux sont à réserver à la présentation de données structurées (résultats, etc.).
- Les appels de note de bas de page (petits chiffres en exposant, introduits par l'outil «  Source ») sont à placer entre la fin de phrase et le point final[comme ça].
- Les liens internes (vers d'autres articles de Wikipédia) sont à choisir avec parcimonie. Créez des liens vers des articles approfondissant le sujet. Les termes génériques sans rapport avec le sujet sont à éviter, ainsi que les répétitions de liens vers un même terme.
- Les liens externes sont à placer uniquement dans une section « Liens externes », à la fin de l'article. Ces liens sont à choisir avec parcimonie suivant les règles définies. Si un lien sert de source à l'article, son insertion dans le texte est à faire par les notes de bas de page.
- La présentation des références doit suivre les conventions bibliographiques. Il est recommandé d'utiliser les modèles {{Ouvrage}}, {{Chapitre}}, {{Article}}, {{Lien web}} et/ou {{Bibliographie}}. Le mode d'édition visuel peut mettre en forme automatiquement les références.
- Insérer une infobox (cadre d'informations à droite) n'est pas obligatoire pour parachever la mise en page.

Pour une aide détaillée, merci de consulter Aide:Wikification.
Si vous pensez que ces points ont été résolus, vous pouvez retirer ce bandeau et améliorer la mise en forme d'un autre article.
Pédro Kouyaté, né le 10 septembre 1977 à Bamako (Mali), est un chanteur, compositeur et musicien malien.
Parmi ses succès, on trouve la chanson Aïna, dédié à sa fille, sorti sur le label Active Records en 2016.
Ses influences sont la musique française mais aussi anglophone avec les Beatles, les Rolling Stones, et les vieux blues man noirs américains tels Blind Willie Johnson et Otis Redding.

## Biographie
Il fait son apprentissage musical dans le groupe « Symmetric Orchestra » de Toumani Diabaté au Mali. Il obtient sa licence de socio-anthropologie à Bamako avant de quitter sa ville natale pour accompagner à la calebasse le bluesmen malien Boubacar Traoré et voyage en Afrique, en Europe puis aux États-Unis.
En 2006, Pédro Kouyaté s’installe à Paris et crée son groupe : « Pédro Kouyaté & Band » dans lequel, accompagné de quatre musiciens de jazz, il interprète ses propres compositions inspirées de ses origines maliennes mais aussi de ses découvertes et rencontres en occident. Il est accrédité par la RATP pour se produire dans le métro Parisien. 
La même année Pédro Kouyaté est le personnage principal et accompagne la réalisation du film musical Foly de la réalisatrice Sophie Comtet Kouyaté, carnet de voyage à Bamako où apparaissent Bassekou Kouyaté, Toumani Diabaté, Keletigui Diabaté, Lobi Traoré et Safi Diabaté.
Il intervient au Musée de la Cité de la musique de Paris / Villette où il exprime l’art du griot et présente les instruments spécifiques à l’Afrique de l’Ouest. Il partage la scène en tant que percussionniste avec Archie Shepp (Jazz à Vienne, Fondation Cartier et au Forum des images) et, pour son propre répertoire, avec Jean-Philippe Rykiel et l’harmoniciste Vincent Bucher.
En 2007, Pédro Kouyaté & Band (Nelson Hamilcaro à la basse, Vincent Bucher à l’harmonica, Florent Dupuit au saxophone ténor, Simon Léger à la basse, Chaka Traoré Dodo au Djembé et Renaud Olivier à la batterie) enregistrent dans les studios de Christophe Dupouy le premier opus de Pédro Kouyaté, l'album «One».
En 2010, Pédro Kouyaté tourne pour les Jeunesses musicales de France (JMF) avec son spectacle «Conversation» sur l’art du griot pour jeune public, en duo avec Renaud Ollivier aux percussions puis,
après une tournée en France, en Suisse et en Italie avec le Band il enregistre son deuxième opus, un album acoustique intitulé «Two you»
En 2012, à la suite d'une tournée au Japon (Kyoto, Kobé, Ashya, Sakaî Okayama), le groupe enregistre son troisième album «Live» sorti en automne et présenté en avant première au New Morning à Paris, au festival Tambour battant à Genève et à la Mutualité à Lyon.
En 2013, il joue dans les festivals Jazz in Marciac, Africajarc et Musiques métisses (Angoulême) en France.
En avril 2014, il joue une série de 12 concerts au Japon et sera l'interprète du premier rôle du film « Shukugawa River » de Sophie Comtet Kouyaté tourné à Osaka (l'avant première a lieu au Café de la Danse le 6 juin 2016). Puis il présente son nouvel opus « Tramontane » au Café de la Danse à Paris, à l’Espace Senghor à Bruxelles et au festival Internationales de la guitare à Montpellier.
En 2016, Pedro Kouyate est Lauréat de Grammy des musiciens du métro de la Ratp en tant que meilleur musicien instrumentiste du métro et enregistre la chanson Aïna dédiée à sa fille sorti sur le label Active Records de Théo Aboukrat. Le clip et la pochette sont réalisés par la réalisatrice Sophie Comtet Kouyaté.
En 2018, il opère un virage stylistique avec La Fugitive, avec Olivier Bodin à la mpc et Benoît Daniel au synthétiseur. Ensemble, ils expérimentent de nouveaux sons électro blues et des samples sur des mélodies et rythmiques. Ils enregistrent l'album Vis ta vie sur le label Active Records. L’opus est composé de 8 nouveaux titres et du remix électro mandingue[Quoi ?] wake up. Mamani Keïta, Jean-Jacques Milteau, Oxmo Puccino, Rocé, Julie Lallement, Lanssiné Kouyaté et Vincent Bucher viennent participer à l'album. Trois clips réalisés par Sophie Comtet Kouyaté, Wake up, Camillo et Vis ta vie accompagnent la sortie de l'album. 
Le 6 avril 2019, Pedro Kouyaté est choisi par Youssou N'Dour pour sa première partie à L'Olympia.
En septembre 2019, il revient sur la plateforme KissKissBankBank pour un nouveau projet de deux titres inédits : Marassa et Sahara blues qu'il enregistre au studio La Fugitive avec Olivier Bodin et Benoît Daniel pour les arrangements. Il y invite Arthur H au chant, Big Daddy Wilson au chant et Manu Katché à la batterie.
En octobre 2019, Pédro Kouyaté enregistre le teaser la boîte à question d'Aïna au studio du réalisateur et photographe Emmanuel Delaloy.
En décembre 2019, il écrit et compose le titre Mabô en hommage à l'acteur Mabô Kouyaté mort la même année. Il enregistre et tourne en direct le clip de Mabô au studio Kadic avec le réalisateur Erwan Cadic et l'ingénieur du son Sylvain Deb.
En 2020, Après une tournée à Addis Abeba il tourne le vidéoclip Kamalemba réalisé par Sophie Comtet Kouyaté à Abidjan lors du festival MASA.
À Paris, il enregistre le vidéoclip du titre Marassa réalisé par Erwan Cadic.

## Albums de sa carrière

### One
One est son premier Opus, il enregistre dans les studios de Christophe Dupouy à Montreuil avec son groupe Pédro Kouyaté & Band en 2007. La couleur est typiquement traditionnel, on retrouve la transe Mandingue et le chant du chasseur avec une sonorité blues Vincent Bûcher Harmonica, et le saxophone ténor Florent Dupuit.
Un premier album qui rencontre un succès public et vendu à des milliers d'exemplaire dans le Métro de Paris où il se produit régulièrement ,,.

### Two You
L'album Two You est un album Acoustique enregistré au studio la Fugitive avec Olivier Bodin dit Bud au mixage et aux prises de sons. 
Pedro Kouyaté invite sur cet album Renaud Ollivier à la calebasse sur quelques titres. Un album couleur musique de film.

### Live
En collaboration avec le conservatoire de Champs sur Marne, Pédro Kouyaté enregistre son troisième album LIVE en direct d'où le nom de l'album.
Dans cet album figure l'un de ses plus gros succès Love Song. Chants, auteur, Compositeur : Pédro Kouyaté. À la batterie Renaud Olivier, Florent Dupuit au saxophone et à la flûte et Nelson Hamilcaro à la basse.

### Tramontane
Tramontane naît d'une campagne de financement participatif sur KissKissBankBank en 2014. Pédro a souhaité produire un album par les gens qui ont déjà entendu sa musique.

### Aïna
L'album Aïna est la suite du titre inédit Aïna, un titre enregistré chez Active Records à la suite de sa victoire au concours des meilleurs musiciens du métro, les awards du métro catégorie musiciens instrumentistes.

### Vis ta Vie
Pedro Kouyaté invite sur cet album le rappeur français Oxmo Puccino sur le titre Hiver, Rocé, un autre rappeur français, sur le titre Djuguya, Jean-Jacques Milteau à l'harmonica sur les titres Kayamblues, Camillo et vis ta vie, Mamani Keïta la Diva malienne sur Kayan Blues, Camillo et Vis ta vie, le balaphoniste Lansine Kouyate sur le titre Koyantché et Vincent Bûcher à l'harmonica sur le titre Océan,.

## Discographie
- 2007 : One
- 2010 : Two You
- 2013 : Live
- 2014 : Tramontane
- 2016 : Aïna
- 2018 : Vis ta Vie
- 2019 : Mabô
- 2024 : Following

### Bandes originales
Pédro Kouyaté a enregistré des chansons pour des films et des documentaires, dont :
- 2014 : Terre de Saint Remy, de Sophie Comtet Kouyaté, Bangor production dans la série l'Heure D[14].
- 2019 : La tête haute, au cœur de la vallée de la Roya, de Thierry Leclère[15],[16].
- 2019 : #387”, de Madeleine Leroyer[17],[18],[19].

## Filmographie
En dehors de sa carrière musicale, Pédro Kouyaté a joué la toute première fois dans le film musical Foly de la réalisatrice Sophie Comtet Kouyaté, réalisé à Bamako.
En 2013 il tourne dans la publicité "le ticket magique" pour le musée de la cité de la musique, Philharmonie de Paris.
En 2015 il tourne dans un court métrage réalisé par le réalisateur Pascal Huynh de la Philharmonie de Paris.
La même année il joue dans le film Débarquement immédiat ! du réalisateur Philippe de Chauveron en tant que réfugié interprète et musicien dans un second rôle.

## Prix et distinctions
- Prix Grammy awards des musiciens du métro en tant que meilleur instrumentiste (2016).